# Liparis koreojaponica
Liparis koreojaponica är en orkidéart som beskrevs av Tsutsumi, T.Yukawa, N.S.Lee, C.S.Lee och Masahiro Kato. Liparis koreojaponica ingår i släktet gulyxnen, och familjen orkidéer. Inga underarter finns listade i Catalogue of Life.